# Фернандес Майо, Альфредо
Альфредо Ф. Майо, а также Альфредо Фернандес Майо, Альфредо Майо (исп. Alfredo Fernández Mayo) — испанский кинооператор.

## Биография
С 1976 снимал документальные ленты и жанровые игровые фильмы у малоизвестных режиссёров. Первым фильмом с участием Альфредо Ф.Майо, который приобрел известность, стала остросюжетная картина Висенте Аранды «Луте: Он передвигается или взрывается» (1987) об известном уголовнике 1960-х гг.; режиссёр и актеры получили за этот фильм несколько национальных и международных наград. Слава пришла к оператору после фильма Мончо Армендариса Письма Алу (1990). В дальнейшем работал с Педро Альмодоваром, Марсело Пиньейро и другими режиссёрами, фильмы которых, как правило, нарушают общественное спокойствие.

## Избранная фильмография
- Луте: Он передвигается или взрывается / El Lute: camina o revienta (1987, Висенте Аранда)
- Las Cartas de Alou (1990, М.Армендарис, премия Гойя за лучшую операторскую работу)
- Высокие каблуки / Tacones lejanos (1991, П.Альмодовар)
- Мастер шпаги / El Maestro de esgrima (1992, Педро Олеа, номинация на премию Гойя, премия Общества киносценаристов Испании за лучшую операторскую работу)
- El Aliento del diablo (1993, Пако Лусио, премия Общества киносценаристов Испании за лучшую операторскую работу)
- Кика/ Kika (1993, П.Альмодовар)
- Tango feroz: la leyenda de Tanguito (1993, М.Пиньейро)
- Всех в тюрьму / Todos a la cárcel (1993, Луис Гарсия Берланга)
- Desvío al paraíso (1994, Херардо Эрреро)
- Historias del Kronen (1995, М.Армендарис)
- Caballos salvajes (1995, М.Пиньейро)
- Malena es un nombre de tango (1996, Х.Эрреро)
- Территория команчей / Territorio Comanche (1997, Х.Эрреро)
- Cenizas del paraíso (1997, М.Пиньейро, номинация на Серебряный кондор Аргентинской ассоциации кинокритиков за лучшую операторскую работу)
- Frontera Sur (1998, Х.Эрреро)
- Cuando vuelvas a mi lado (1999, Грасиа Керехета, премия за лучшую операторскую работу на Сан-Себастьянском МКФ, премия Общества киносценаристов Испании за лучшую операторскую работу)
- Plata quemada (2000, М.Пиньейро по сценарию Р. Пильи, премия за лучшую операторскую работу на КФ в Гаване, номинация на Серебряного кондора Аргентинской ассоциации кинокритиков)
- Las Razones de mis amigos (2000, Х.Эрреро)
- El Lugar donde estuvo el paraíso (2002, Х.Эрреро)
- Камчатка / Kamchatka (2002, М.Пиньейро, номинация на Серебряного кондора Аргентинской ассоциации кинокритиков)
- El Misterio Galíndez (2003, Х.Эрреро, номинация на премию Гойя за лучшую операторскую работу)
- El Principio de Arquímedes (2004 , Х.Эрреро)
- Heroína (2005, Х.Эрреро)
- El Método (2005, М.Пиньейро)
- Los Aires difíciles (2006, Х.Эрреро)
- Las viudas de los jueves (2009, М.Пиньейро)